# August Hanning
August Hanning, född 16 februari 1946 i Nordwalde, Nordrhein-Westfalen, är en tysk jurist som 1998 till 2005 var chef för Tysklands underrättelsetjänst (Bundesnachrichtendienst).